# کاونده‌پاهای دوزیست
کاونده‌پاهای دوزیست (نام علمی: Amphiorycteropus) نام یک سرده از تیره کاونده‌پایان است.